# مقاطعة بايهانغ
مقاطعة بايهانغ هي مدينة من مدن نيبال. يبلغ عدد سكانها 195,159 نسمة وذلك حسب إحصائيات سنة 2011. تبلغ مساحتها 3422 كم².